# ISO 3166-2:RO
ISO 3166-2:RO este un standard al Organizației Internaționale de Standarizare, care definește geocodurile aplicabile pentru România. Este un substandard al standardului general ISO 3166-2.
Fiecare din codurile pentru județele din România este compus din două părți: 
- Prima parte constă din codul ISO 3166-1 pentru România (RO)
- Partea a doua constă dintr-un cod alfabetic de două caractere pentru județ.

Cele două părți sunt separate printr-o linie.

## Adăugiri
- ISO 3166-2:2002-12-10 - adăugarea județului Ilfov

## Listă de coduri
| Județul         | Codul |
| --------------- | ----- |
| Alba            | RO-AB |
| Arad            | RO-AR |
| Argeș           | RO-AG |
| Bacău           | RO-BC |
| Bihor           | RO-BH |
| Bistrița-Năsăud | RO-BN |
| Botoșani        | RO-BT |
| Brăila          | RO-BR |
| Brașov          | RO-BV |
| Buzău           | RO-BZ |
| Caraș-Severin   | RO-CS |
| Călărași        | RO-CL |
| Cluj            | RO-CJ |
| Constanța       | RO-CT |
| Covasna         | RO-CV |
| Dâmbovița       | RO-DB |
| Dolj            | RO-DJ |
| Galați          | RO-GL |
| Giurgiu         | RO-GR |
| Gorj            | RO-GJ |
| Harghita        | RO-HR |
| Hunedoara       | RO-HD |
| Ialomița        | RO-IL |
| Iași            | RO-IS |
| Ilfov           | RO-IF |
| Maramureș       | RO-MM |
| Mehedinți       | RO-MH |
| Mureș           | RO-MS |
| Neamț           | RO-NT |
| Olt             | RO-OT |
| Prahova         | RO-PH |
| Sălaj           | RO-SJ |
| Satu Mare       | RO-SM |
| Sibiu           | RO-SB |
| Suceava         | RO-SV |
| Teleorman       | RO-TR |
| Timiș           | RO-TM |
| Tulcea          | RO-TL |
| Vâlcea          | RO-VL |
| Vaslui          | RO-VS |
| Vrancea         | RO-VN |
| București       | RO-B  |